# 四百二十連敗ガール
『四百二十連敗ガール』（よんひゃくにじゅうれんぱいガール）は、桐山なるとによる日本のライトノベル。イラストは七桃りおが担当していた。第14回エンターブレインえんため大賞小説部門大賞受賞作。ファミ通文庫（エンターブレイン→KADOKAWA）より2013年1月から2014年1月まで刊行された。

## あらすじ
日本で唯一のヒロイン養成学校である私立聖（セント）シンデレラ学園、通称デレ園に男子首席で合格した石蕗ハルは、親友の策略により、入学式の新入生代表挨拶で致命的なミスをしてしまう。「蟯虫齧り虫」（ぎょうちゅうかじりむし）の二つ名を冠され、学園中の女子から忌み嫌われるようになったハルは、ある日の放課後、中庭の藤棚に呼び出され、妖精と見紛うほどの美少女から告白される。
彼女の名は毒空木美也子。「猛毒の妖精」と呼ばれ、デレ園随一の危険人物である美也子の告白を断ったハルは、学園女子全員に告白して振られるための「デレ園全告ツアー・四百二十連敗の旅」に参加させられてしまう。美也子のサポートにより美少女への告白を強要されることとなったハルの運命はいかに。

## 登場人物
声の項はアニメPV・ドラマCDのキャスト
石蕗ハル（つわぶき ハル）
声 - 江口拓也（アニメPV・ドラマCD）
本作の主人公。1年A組所属。中学2年の夏にオープンキャンパスで訪問したデレ園の虜となり、「愛と性に爛れた学園生活」を求めるために男子首席で合格して入学した少年。入学式の新入生代表挨拶で、親友の手島から渡されたメモ用紙を読み上げた結果、「蟯虫齧り虫」の二つ名を冠されてしまい、美少女揃いの学園女子から忌み嫌われてしまう。「猛毒の妖精」と呼ばれる美也子から告白されたことをきっかけに、学園女子全員に告白する羽目になってしまう。
『4Gamer.net』のライター・柿崎憲は、ハルについて「ライトノベル史上最低のアダ名を持つ主人公」と表現している。
毒空木美也子（どくうつぎ みやこ）
声 - 雨宮天（アニメPV・ドラマCD）
本作のヒロイン。1年G組所属。「妖精」と讃えられ、自他共に認めるほどの美少女だが、その気性の荒さから「猛毒」の枕詞を冠したデレ園随一の危険人物。ハルに一目惚れして告白するが、その性格が災いして「付き合いたい女子ランキングぶっちぎりのワースト1位」と宣言されてしまう。そのため、ハルが女子全員にフラれたら付き合えると考えた美也子は、ハルを脅して学園女子全員への告白をサポートすることとなる。
時宗愛結（ときそう あゆ）
1年G組所属。保険委員を務めている。タイルの目地に躓いて転び、大惨事を引き起こすほどの超ドジ。忌み嫌われるハルにも普通に接していたため、ハルに惚れられる。存在感のなさから、美也子に「白湯」というあだ名を付けられる。一番上の実兄が好き。
秋海棠ゆずり（しゅうかいどう ゆずり）
2年A組所属の上級生で、「猛毒の妖精」「蟯虫齧り虫」と並ぶ変人四天王の一角、「天然少女」の二つ名を持つ。しかしその実態は「頭に天然モノのパイナップルを乗せて登校している」という意味での天然であり、変人ではあるものの性格はややお堅い。美也子からは、パインバーグ（パインの乗ったハンバーグの意）略してパグというあだ名を付けられる。百合ビアン渦巻く弓道部の主将を務める彼女だが、ある日突如としてハルに交際を申し込み、周囲を驚愕させる。
椿玲奈（つばき れいな）
声 - 村川梨衣（ドラマCD）
1年G組所属。美化委員1年生代表、学年主席という才女で、ハルの「付き合いたい女子」ナンバーワン。入学式において、檀上でスカートに顔を突っ込まれるという事件の被害者となるが、あくまでアクシデントと認識しており、その後もハルに悪感情は抱いていない。学園の格式を重んじる立場から、やがて美也子と対立する事となる。
鯉川蓮香（こいかわ はすか）
身長が150センチ未満の小柄でボブカットの少女。ハルのクラスメイトで「デレ園全告ツアー」の最初の告白相手。桜木睦美をむーちんと呼んでいる。
桜木睦美（さくらぎ むつみ）
背の高いポニーテールの少女。百合ビアンで鯉川蓮香と付き合っている。
吹子なずな（ふきこ なずな）
声 - 佐藤聡美（ドラマCD）
吹奏楽部所属で1年ながらクラリネットパートリーダーを務めている。
布袋葵（ほてい あおい）
水泳部所属の1年生。飛んできたカラスから、偶然にも身を守ってくれたハルに興味を持つ。
姫林檎鈴（ひめりんご りん）
養護教諭。二十四歳独身。童顔と低身長で、生徒からは「リンゴちゃん」と呼ばれる。
倉橋菜花（くらはし なばな）
美化委員。やや喧嘩早い性格。玲奈の事をお嬢と呼び、心酔している。
天里李子（あまさと りす）
放送部の1年にしてエース。ノリの良い喋りで、校内放送からイベントのMCまで大活躍している。

## 既刊一覧
- 桐山なると（著）・七桃りお（イラスト） 『四百二十連敗ガール』 エンターブレイン→KADOKAWA〈ファミ通文庫〉、全4巻
  1. 2013年1月30日発売[6]、ISBN 978-4-04-728654-2
  2. 2013年4月30日発売[7][8]、ISBN 978-4-04-728855-3 / ISBN 978-4-04-728854-6（特装版）
  3. 2013年9月30日発売[9]、ISBN 978-4-04-729092-1
  4. 2014年1月30日発売[10]、ISBN 978-4-04-729401-1

## アニメPV
2013年1月25日から本作品のファミ通文庫発売に先駆けてアニメPVが「FB Online」などで公開された。アニメ制作はTRIGGERが担当。

### キャスト
- 石蕗ハル - 江口拓也[3]
- 毒空木美也子 - 雨宮天[3]
- ナレーション - 玄田哲章[3]

## ドラマCD
2013年4月30日発売の原作第2巻特装版特典として同封された。

### キャスト
- 石蕗ハル - 江口拓也[4]
- 毒空木美也子 - 雨宮天[4]
- 椿玲奈 - 村川梨衣[5]
- 吹子なずな - 佐藤聡美[4]
- 手島猛 - 利根健太朗[5]
- 岡庄太郎 - チョー[5]
- 女生徒 - 加隈亜衣[5]

## その他
- 『戦国大戦 - 1477 破府、六十六州の欠片へ -』において、2014年2月20日稼働日から毒空木美也子をモデルにした亀寿姫（CV.雨宮天）と石蕗ハルをモデルにした島津忠恒（CV.江口拓也）が七桃りおのイラストによって武将カードとして登場した。